# ایسون بوشی

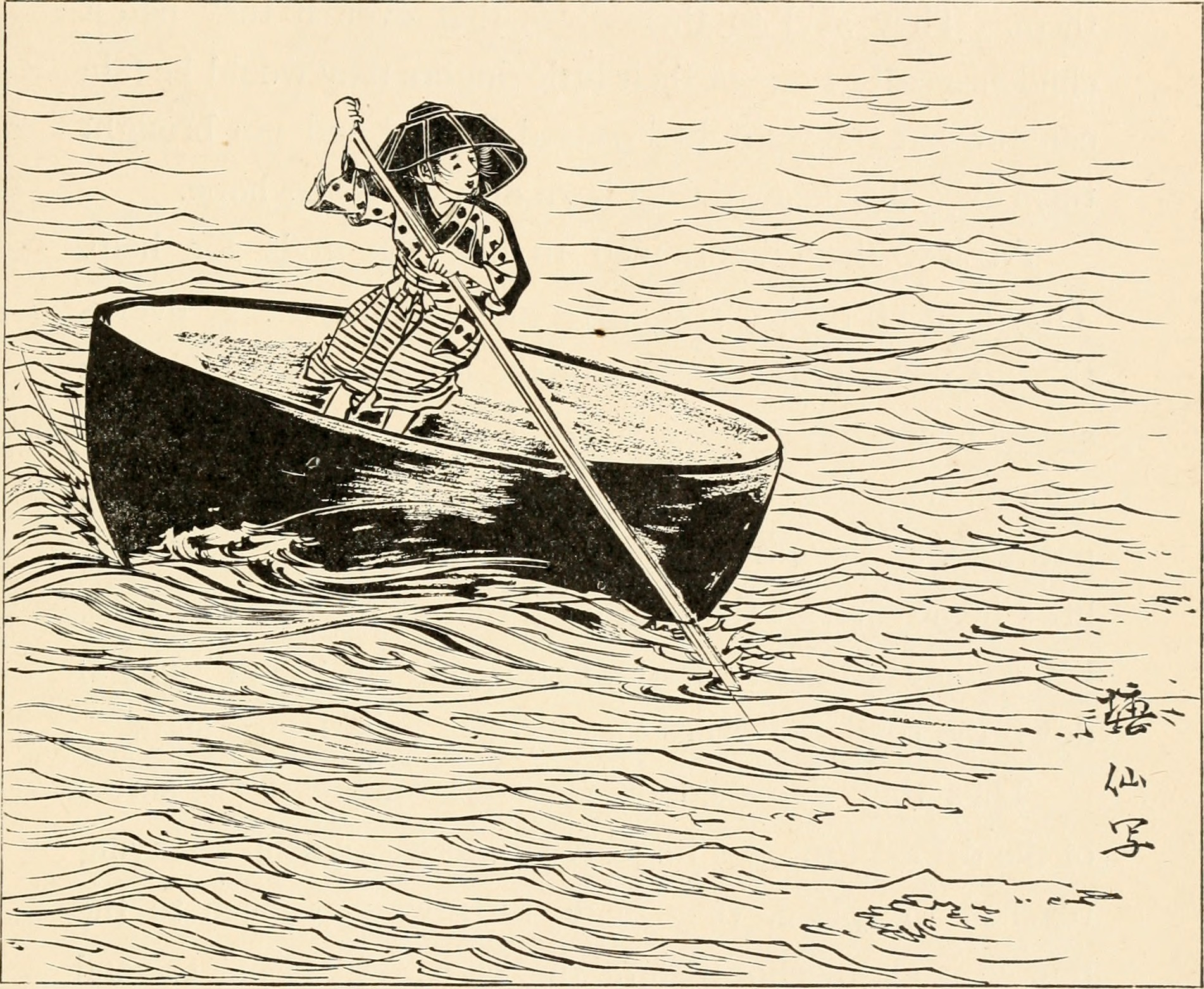
ایسون بوشی در حال پایین رفتن از رودخانه درون یک کاسه

ایسون بوشی (一寸法師, «پسر یک-سونی»؛ برخی اوقات در انگلیسی به «یک اینچی کوچک» یا «سامورایی اینچ بالا» ترجمه می‌شود) موضوع یک قصه پریان در کشور ژاپن است. این قصه را می‌توان در کتاب مصور اوتوگی زوشی پیدا کرد. شخصیت‌ها و درون‌مایه مشابه‌ای با این قصه در سایر نقاط جهان یافت می‌شود، مانند داستان فولکلور  انگلیسی تام انگشتی.

## افسانه
روزی روزگاری یک زوج مسن که هیچ فرزندی نداشتند، به سومی‌یوشی سانجین، ایزد شینتو دعا کردند: «خدایا، لطفا به ما کودکی عطا فرما، هرچقدر هم کوچک باشد». سپس کودکی متولد شد که تنها یک سون (حدود ۳ سانتی‌متر یا ۱/۲ اینچ) قد داشت، پسری به اندازهٔ انگشت شست پیر مرد. بنابراین آن‌ها کودک را «پسر یک-سونی» یا «ایسون بوشی» نامیدند.
ایسون بوشی پسر کوچکی است که هرگز رشد نمی‌کند. زمانی که می‌خواهد خانه را ترک کند تا به دنبال سرنوشت خود برود، توسط قایقی که مادرش از کاسه برنج برایش ساخته، چوب غذاخوری به عنوان پارو، و شمشیری که پدرش از سوزن برایش درست کرده، به سوی رودخانه رهسپار می‌شود. او در یک خانهٔ بزرگ شغلی پیدا می‌کند و وظیفه محافظت از دختر اربابش به او محول می‌شود. در یکی از روزها زمانی که با دختر اربابش بیرون می‌رود، یک اُنی (غول ژاپنی) دختر را تهدید به ربودن می‌کند، هنگامی‌که ایسون بوشی با شمشیر سوزنی خود سعی در نجات دختر دارد، اُنی او را می‌بلعد. اما ایسون بوشی دلسرد نشد و از سوزن برای ضربه زدن به معدهٔ اُنی استفاده کرد و او فریاد کشید: «دردم می‌گیرد، بس کن». ضربات ایسون بوشی باعث سرفه کردن اُنی و بیرون انداختن او شد. غول سپس به سمت کوهستان پا به فرار گذاشت و چکش جادویی (اوچیده نو کوزوچی) خود را که هر آرزویی را برآورده می‌کرد، پشت سر خود جا گذاشت. ایسون بوشی چکش جادویی را برداشت و با تاباندن آن آرزو کرد تا بدنش را تا ارتفاع شش شکو (حدود ۱۸۲ سانتی‌متر یا ۶ فوت) بزرگ کند، و سپس با دختر ازدواج کرد.